# Байлакан

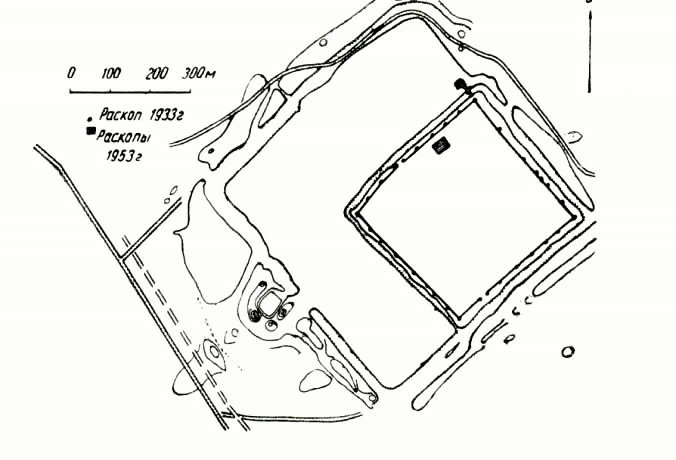
План розкопів

Байлакан (Байлаган, азерб. Baylakan), вірменська форма назви — Пайтакаран — середньовічне місто, що розташовувалося на місці нинішнього городища Орен-Кала, недалеко від злиття Кури і Араксу, в історичному регіоні Арран, раніше в Кавказькій Албанії, нині — на території Мільського степу в сучасному Азербайджані. У середньовіччі — великий торговий центр на шляху з Кавказу на Близький Схід. У XI—XII століттях Байлакан мав змішаний етнічний склад.

## Історія

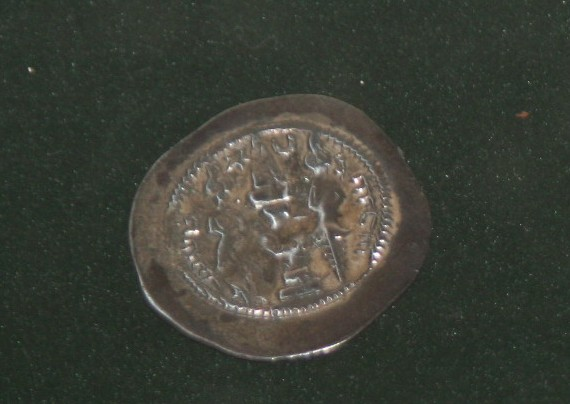
Срібний дирхам перського шахіншаха Хосрова I, викарбуваний у Байлакані (Музей історії Азербайджану, Баку)

Байлакан містився на території Каспіани, що в давнину була областю проживання каспіїв. Дані арабських джерел, згідно з яким місто побудовано в період правління сасанідського царя Кавада I, знайшли своє підтвердження під час розкопок, початих 1953 року. В інших джерелах говориться, що цар Кавад міг бути лише реконструктором міста, але не його засновником. У V-VI ст. збудовано стіну міста, шириною 6 м (в кладці знайдено сасанідські печатки).
В середині ІХ століття у складі провінції Байлакан згадується фортеця Ктіш, що містилася в південній частині вірменонаселеного Нагірного Карабаху. Середньовічне джерело IX століття повідомляє:
|  | Тоді Буга пішов на Ісу ибн-Юсуфа (Єсаї абу Мусе), який перебував у фортеці Ктіш (Катіш) Байлаканської провінції. |

Протягом X—XI століть місто перебувало в межах володінь курдської династії Шеддадідів, хоча на нього претендували також Ширваншахи.
1221 року Байлакан зазнав навали татаро-монголів. Як свідчить арабський літописець:
|  | Напали татари, вони билися, і силою зброї заволоділи містом у місяць рамазана (30 жов. — 28 лис.) [шістсот] вісімнадцятого року, і вирізали, не залишивши живими ні дітей, ні старих і ні жінок... |

 
Інший літописець повідомляє:
|  | Вони досягли міста Байлакана країни Арран, яке взяли в облогу і захопили, вирізали жителів стільки, що майже винищили їх. |

 
Після різанини населення місто підпалили. Але після відходу татар місто почало знову облаштовуватися. Середньовічний літописець:
|  | ...татари вторглися і повбивали всіх жителів, яких зустріли, розграбували, потім підпалили місто. Коли вони пішли, біженці цього міста знову повернулися і знову влаштувалися там. |

 
1222 року до міста Байлакан увійшли об'єднані вірмено-грузинські війська.
Анонімний перський автор XIII століття «Аджа'іб ад-Дунйа» давав такий опис Байлакана періоду правління Нусрат ад-Діна ібн Абу Бакра ібн Мухаммеда і Музаффар ад-Діна Узбека з династії Ільдегізидів:
|  | ...місто, теж відноситься до Аррану. Це було велике місто. За часів щасливого султана Абу Бакра і пана, государя ісламу Музаффар ад-Дунйа ва-ад-Діна місто стало надзвичайно упорядкованим. У ньому побудували багато палаців і замків. У минулому в місті не було води, і жителі через це страждали. Від Аракса течуть туди кілька проток. Розповідають, що місто завдяки їх благословенним діянням, стало процвітати. У ньому побудували безліч будівель і там оселилися вельможі. Блага там рясні, базари у великій кількості. Його товари: шовк-сирець з виміряною вагою, хороші гранати, виноград, помаранчі, фазани, турачі, багато риби. Місцеві товари, товари Ширвана і Дарбанда зустрічаються там у достатку. Взимку погода там немов у раю, не буває ні холодною, ні гарячою. Місто завжди було місцем перебування государів. |

 
В XIII столітті Байлакан у вигляді Белукан в розлогому вірменському написі монастиря Гтіч згадується у складі Дізака («Белукан Дизацький зі своїми угіддями…»).
Пізніше, 1403 року Тимур на місці зруйнованого Байлакана побудував місто Бейлаґан. На початку XV століття іспанець Руй Гонсалес ді Клавіхо повідомляє:
|  | ...Тимур мав звичай приїжджати на цю рівнину, де розбивав на зиму табір, і зовсім недавно він повелів побудувати тут місто (зване Бейлаганом), де облаштувалися 20 тис. осіб. |

## Культура
Неподалік від міста розташовані руїни Міль-Мінарета, з яким пов'язується назва степу, а також залишки давнього зрошувального каналу Гяурарх, з якого вода йшла в місто через закриті канали з обпаленої цегли і через складані водопровідні гончарні труби.
Під час археологічних розкопок знайдено глазуровану кераміку IX—X ст. і аббасидські монети, скляні вироби, вироби з металу і кістки. В IX—X ст. техніка випалювання керамічних виробів у Байлакані була вдосконалена. Ручний гончарний круг був витіснений ножним. В кераміці широко застосовувалися ангоби і глазурі. Успіх був досягнутий в освоєнні способів отримання кольорового скла і виготовленні скляного посуду, за якого застосовувалося вільне дуття, дуття у формі і виливання у формі. Наочним підтвердженням високого рівня розвитку Байлакана є яскраво-зелені і яскраво-фіолетові візерунки на спокійному тлі ангобу, фігурки і смуги, тополеві крони і фіолетові вкраплення кераміки.
Були розвинені також ткацтво, шовківництво, килимарство. Байлакан славився своїми солодощами — натіфом, які привертали увагу навіть арабських авторів. Розквіту Байлакан досягає в IX — початку XIII ст.
|                                                                                             |                                                     |
| Керамічний виріб з зображенням птаха. XII—початок XIII століття. Музей історії Азербайджану | Розписане керамічне блюдо з Байлакана. XII—XIII ст. |

### Монети
Знайдені під час розкопок драхми сасанідського царя Хосрова II, пізніше сасанідські геми і ранньоарабські монети свідчать про торгові зв'язки Байлакана з іншими країнами в той період. Срібні диргеми і мідні фельси з позначенням на них слова «Арран» почали карбуватися з кінця третьої чверті VIII — перших років IX ст. На території Київської Русі і в прибалтійських країнах також знайдено такі дирхеми.